# 中華基督教會基協中學
中華基督教會基協中學（英語：The Church of Christ in China Kei Heep Secondary School，簡稱、CCCKHSS或KHSS），一所全日制津貼男女中文中學，於1963年創立。校舍位處東頭村道161號，鄰近黃大仙下邨，該校為一基督教學校，直屬中華基督教會香港區會。

## 校政管理
歷任校監
- 1963年至1973年：潘頓 牧師[2]
- 1973年至1984年：汪彼得 牧師
- 1984年至1985年：李清詞 牧師
- 1985年至1986年：容啟東 先生
- 1986年至1988年：翁珏光 牧師[3]
- 1988年至1998年：李清詞 牧師
- 1998年至2003年：蘇義有 先生
- 2003年至2009年：吳水麗 先生
- 2009年至2015年：杜仁廉 先生
- 2015年至2021年：許俊炎 先生
- 2021年至今：張群顯 先生

歷任校長
- 1969年至1973年：施得理 牧師[2]（1972年兼任同系扶輪中學校長）
- 1973年至1975年：曹黄肖玉 女士
- 1975年至1986年：袁沛生 先生
- 1986年至1993年：李一村 先生
- 1993年至1996年：張儉成 先生（後轉職至田家炳中學、中華聖潔會靈風中學及油麻地信義中學）
- 1996年至2011年：翁德文 先生
- 2011年至2017年：爾區巧芬 女士
- 2017年至2021年：張佩珊 女士（由新生命教育協會平安福音中學轉職，後調任至同系銘基書院）
- 2021年至今：羅裕安 先生

歷任副校長
- 1969年至1973年：曹黃肖玉 女士
- 1973年至1975年：袁沛生 先生
- 1976年至1986年：李一村 先生
- 1991年至1993年：潘周平章 女士
- 1991年至？：孔憲偉 先生
- ？年至2021年：王興忠 先生
- 2019年至2022年 ： 徐恩祖 先生
- 2022年至2024年 ：馬志聰 先生
- 2023年至今：黃煥輝 先生
- 2024年至今：陳偉傑 先生

## 歷史
為響應1960年聯合國「世界難民年」呼籲，此校於翌年1月起籌辦，至1963年創立「基協實用中學」。在創校前，由於政府決定以工業專門學校取代實用中學，此校曾一度考慮改辦工專，但最終於同年5月獲准按原有計劃開辦。因應政府要求，此校於1964年起，曾一度分為上、下午校，以增加收生名額至1,600人。
從創校始，經歷不同時代的更迭，香港教育制度不斷因而改變，共經歷三個不同的轉變階段：初始時期為有三年制的實用中學，之後轉為五年制之工業中學，最後轉型為開辦中一至中六，共十九班的文法中學。
而在1972年，由於此校報名人數眾多，遠超招生名額，仍在籌辦的同系扶輪中學需提早創校，以分流部分未獲取錄新生；同時，扶輪中學亦借用此校上課，直至1974年永久校舍建成為止。

## 辦學宗旨
基協中學為中華基督教會香港區會主辦之政府津貼學校 。 該校的舉辦宗旨為「幫助學生肯定自我價值。發揮潛質。培育青少年優良品德，高雅情操，健康的人生態度,正確的價值觀及積極的社會意識，且引導他們嚮往公義，追求真理，他日積極參與改善社會。 堅執『全人教育』的理想,致力促進學生在德、智、體、群、美、靈各方面的成長，並透過基督教信仰建立豐盛人生。」

## 班級
該校中一至中六級各3班，主要以粵語授課。在2009年，校方曾推行普通話拔尖計劃，意即按能力編班，而能力最佳的一班將以普通話教授中文科，其成效受多數學生批評甚至曾受外界質疑，加上該項目經初步實施後並未獲預期成效，因此校方早前已擬定終止該項目。
此外，該校自2011年起實施英語拔尖計劃，中三至中六級的精英班改以英語授課，希望藉以提升同學的英語水平，提高學校競爭力。

## 新高中科目
提供以下九科香港中學文憑試選修科目以供學生在高中時選讀及報考。
- 化學科
- 生物科
- 物理科
- 經濟科
- 中國歷史科
- 視覺藝術科
- 旅遊與款待科
- 資訊及通訊科技科
- 企業、會計與財務概論科

## 社別
所有學生均被分配至四個社（House）中的其中一個。四個社以基協中學命名，分別為：
- 基社，社色為紅色
- 協社，社色為橙色
- 中社，社色為藍色
- 學社，社色為綠色

## 著名/傑出校友
- 孫漢霖（2016年中六）：香港男歌手、香港男演員、聲夢傳奇參賽者
- 黃美棋（2007年中六）：香港女演員
- 黃宗澤（1999年中七）：香港藝人[10]
- 陳芷詠：香港童星（曾參與電視劇愛·回家）
- 黃建東（2000年中七）：香港藝人
- 陳十三：前亞洲電視編劇
- 白健恩（2000年中七）：香港男演員
- 顧美華：香港電影演員
- 潘燦良（1984年中五）：香港舞台劇及電視演員[11]
- 伍振榮（1977年中三）：香港著名攝影家[12]
- 杜沚諾：香港男藝人
- 鄭保瑞：香港電影導演
- 莊太量（1987年中六）：香港中文大學經濟系副教授、新亞書院副院長[13]

## 外部連結
- 學校官方網站（页面存档备份，存于）